# Strahan (Tasmanien)
Strahan ist ein Ort an der Westküste Tasmaniens. Der regenreichste Ort Tasmaniens befindet sich 179 km nordwestlich von Hobart und 20 km südwestlich von Queenstown. Er liegt an einem natürlichen Hafen, dem Macquarie Harbour. 
Der erste Europäer, der sich an diesem Ort aufhielt, war der Engländer James Kelly mit vier Freunden im Dezember 1815. Zwischen 1822 und 1833 befand sich auf der nahegelegenen Insel Sarah Island eine Strafkolonie, siehe auch Strafkolonie Macquarie Harbour. Nachdem der Ort früher "Long Bay" oder "Regatta Point" genannt wurde, erhielt er schließlich 1877 nach Major George Strahan, einem ehemaligen Gouverneur Tasmaniens, seinen heutigen Namen. 
Offiziell wurde die Stadt im Jahre 1892 gegründet. 1899 wurden Eisenbahnstrecken nach Queenstown und Zeehan eröffnet. Während dieser Zeit hatte Strahan 2.000 Einwohner und den zweitgrößten Hafen Tasmaniens. Erst in den 1960er Jahren verlor der Hafen an Bedeutung, als die Eisenbahnlinie nach Zeehan (1960) und die Linie nach Queenstown (1963) geschlossen wurden. Zu Beginn der 1980er Jahre wollte die tasmanische Regierung den Gordon River aufstauen und beauftragte die Hydro-Electric Commission mit dem Bau des Franklin Dam. Nach mehreren Protestaktionen von Umweltschützern wurde der Plan gestoppt und der Franklin-Gordon-Wild-Rivers-Nationalpark eingerichtet.
Heute ist Strahan ein beliebter Ferienort.

## Klima
|                       | Jan  | Feb  | Mär  | Apr   | Mai   | Jun   | Jul   | Aug   | Sep   | Okt   | Nov  | Dez  |   |         |
| Mittl. Tagesmax. (°C) | 20,6 | 21,1 | 19,3 | 16,5  | 14,3  | 12,6  | 12,2  | 13,1  | 14,3  | 16,0  | 17,6 | 19,7 | ⌀ | 16,4    |
| Mittl. Tagesmin. (°C) | 10,7 | 10,7 | 9,6  | 8,3   | 7,4   | 5,5   | 5,0   | 5,7   | 6,2   | 7,4   | 8,1  | 9,6  | ⌀ | 7,8     |
|                       |      |      |      |       |       |       |       |       |       |       |      |      |   |         |
| Niederschlag (mm)     | 82,3 | 61,5 | 99,4 | 107,3 | 136,6 | 137,5 | 162,9 | 157,1 | 134,9 | 105,6 | 83,1 | 78,0 | Σ | 1.346,2 |
|                       |      |      |      |       |       |       |       |       |       |       |      |      |   |         |
| Regentage (d)         | 10,0 | 8,1  | 11,8 | 12,7  | 15,9  | 14,8  | 17,4  | 18,8  | 17,3  | 14,6  | 10,3 | 11,1 | Σ | 162,8   |

| 10,7 |

| 10,7 |

| 9,6 |

| 8,3 |

| 7,4 |

| 5,5 |

| 5,0 |

| 5,7 |

| 6,2 |

| 7,4 |

| 8,1 |

| 9,6 |

| 10,7 |

| 10,7 |

| 9,6 |

| 8,3 |

| 7,4 |

| 5,5 |

| 5,0 |

| 5,7 |

| 6,2 |

| 7,4 |

| 8,1 |

| 9,6 |